# Devon Morris
Devon Morris (22 gennaio 1961) è un ex velocista giamaicano.

## Palmarès

### Olimpiadi
- 1 medaglia:
  - 1 argento (Seul 1988 nella staffetta 4x400 m)

### Mondiali
- 1 medaglia:
  - 1 bronzo (Tokyo 1991 nella staffetta 4x400 m)

### Mondiali indoor
- 1 medaglia:
  - 1 oro (Siviglia 1991 nei 400 m piani)